# Don Felder
Don Felder (Gainesville, 21 de setembro de 1947) é um guitarrista e vocalista americano, que permaneceu na banda norte-americana de rock Eagles de 1974 a 2001. Com o grupo, ganhou seis Grammys em 1980.

## Discografia
Eagles
- On the Border (1974)
- One of These Nights (1975)
- Hotel California (1976)
- Their Greatest Hits (1971–1975) (1976)
- The Long Run (1979)
- Eagles Live (1980)
- Eagles Greatest Hits, Vol. 2 (1982)
- Hell Freezes Over (1994)
- Selected Works: 1972-1999 (2000)
- The Very Best of Eagles (2003)
- Eagles (box set) (2005)

Álbuns solo
- Airborne (1983)
- Road to Forever (2012)

Contribuições em trilhas sonoras
- Heavy Metal: Music From The Motion Picture (1981)
  - Faixa 6: "Heavy Metal (Takin' A Ride)" (#43 on the Billboard Hot 100)
  - Faixa 14: "All of You"
- Fast Times at Ridgemont High: Music From the Motion Picture (1982)
  - Faixa 10: "Never Surrender" (composição de Don Felder e Kenny Loggins)